# IBM 1620

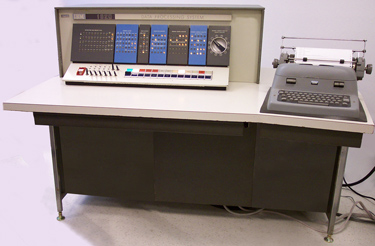
un 1620 « Model 1 »

L'ordinateur IBM 1620, annoncé le 21 octobre 1959, était un ordinateur fonctionnant en décimal et qui a été très utilisé pour l'enseignement. 
IBM louait des 1620 pour environ 3 000 $ par mois.
Le Palais de la découverte en exposait un, dont il effectuait des démonstrations régulières - par exemple des calculs de factorielles - à la fin des années 1960. 
Il existait en deux modèles différents par le temps de cycle de leurs mémoires : 10 µs et 20 µs.
Le 1620 ne contenait pas de circuit dédié pour la multiplication, qui s'effectuait par un simple système de tables en mémoire. De façon plus étonnante, il en allait de même de l'addition, ce qui lui valut dans les pays anglo-saxons son sobriquet de « Cadet » (« Cannot Add, Doesn't Even Try ! »).
Le 1620 a été utilisé dans le cadre de l'ingénierie des structures durant la construction du World Trade Center.